# Hoektoren

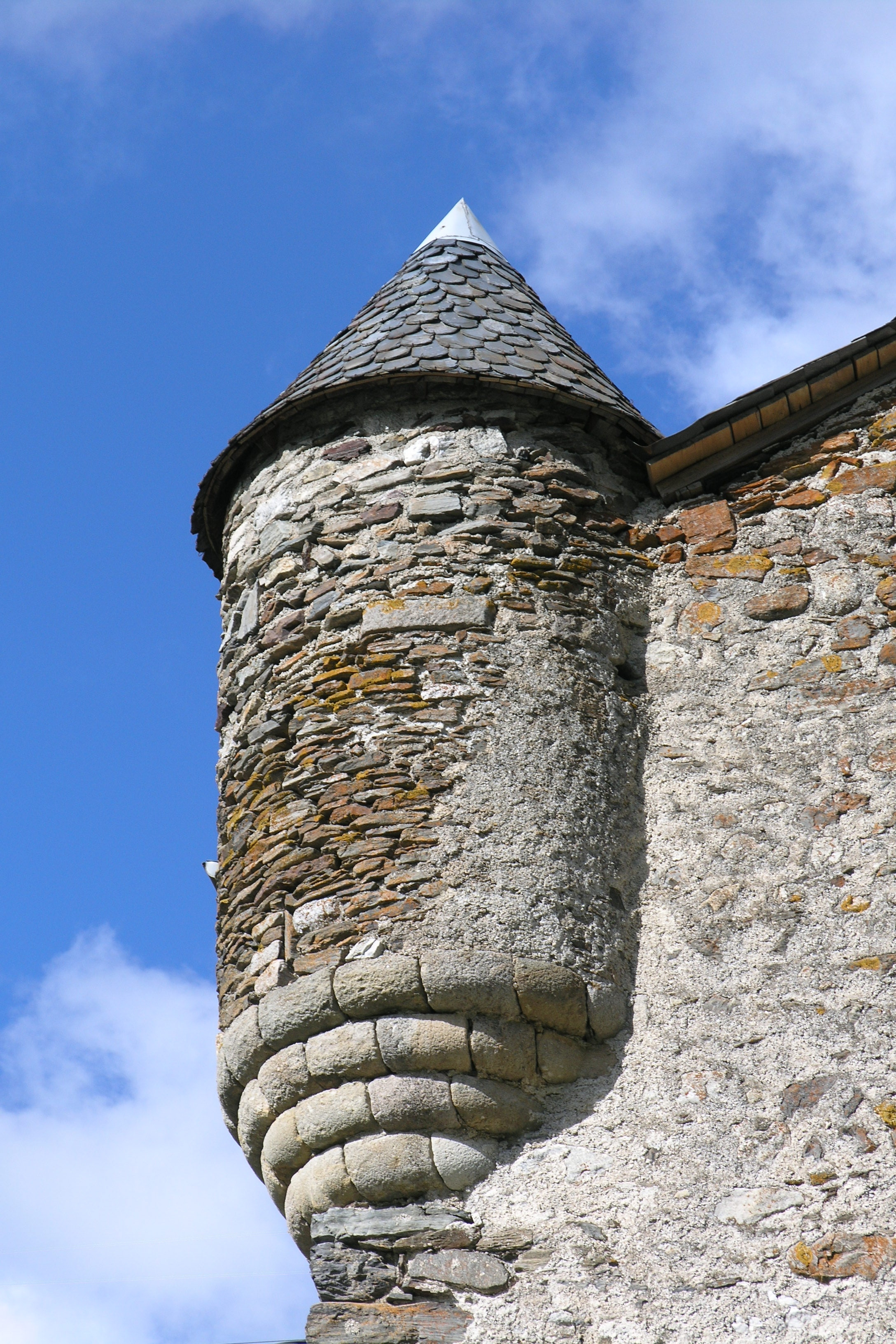
Speciale hoektoren: een zogenaamde erkertoren.

Een hoektoren is een meerhoekige of ronde toren ter verdediging aangebracht op de hoeken van een gebouw bijvoorbeeld bij een burcht, stadsmuur of stadspoort. Na het verlies van de militaire functie werden de hoektoren(tjes) een versieringselement.

## Gebouwen met een of meerdere hoektorens

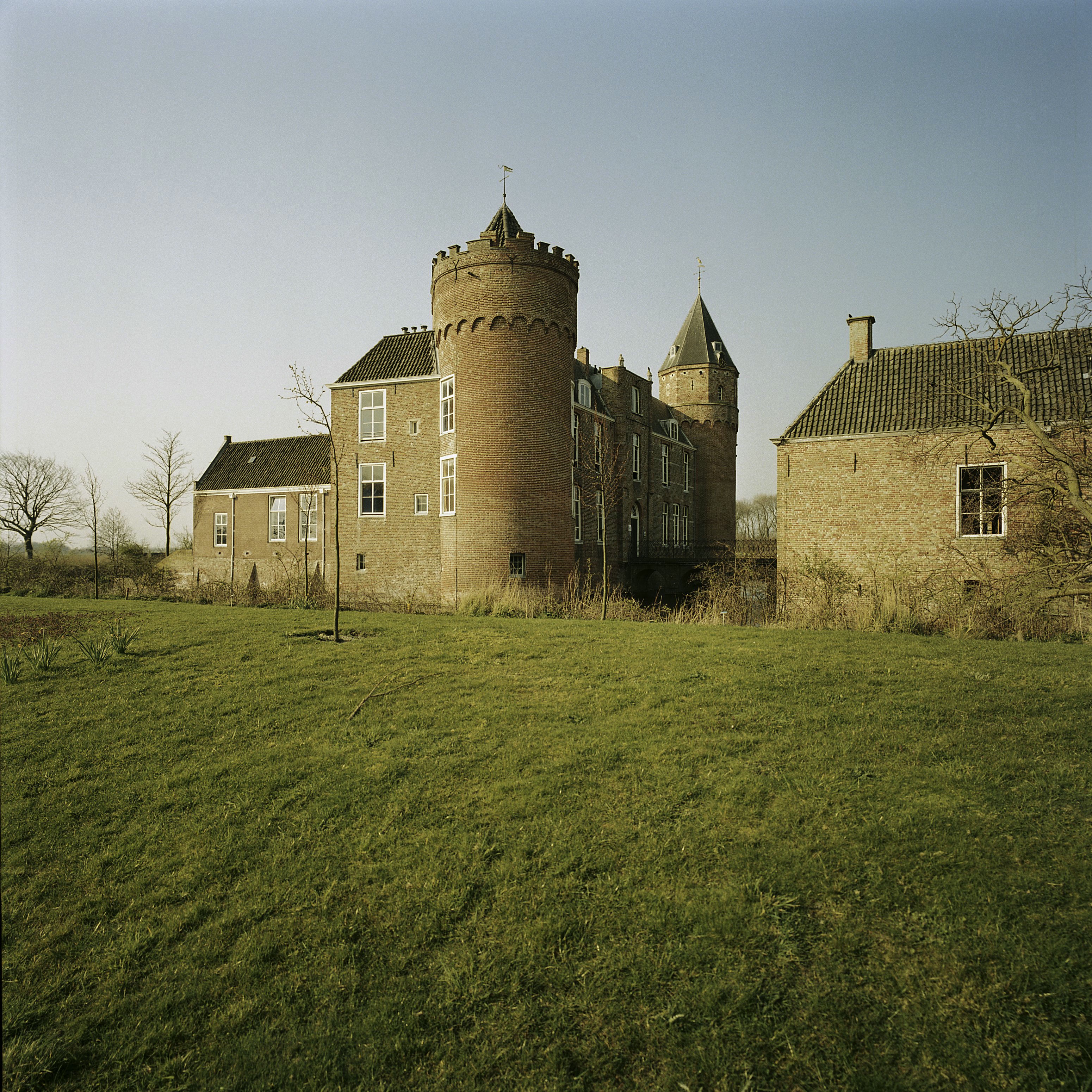
Kasteel Westhove, Oostkapelle.
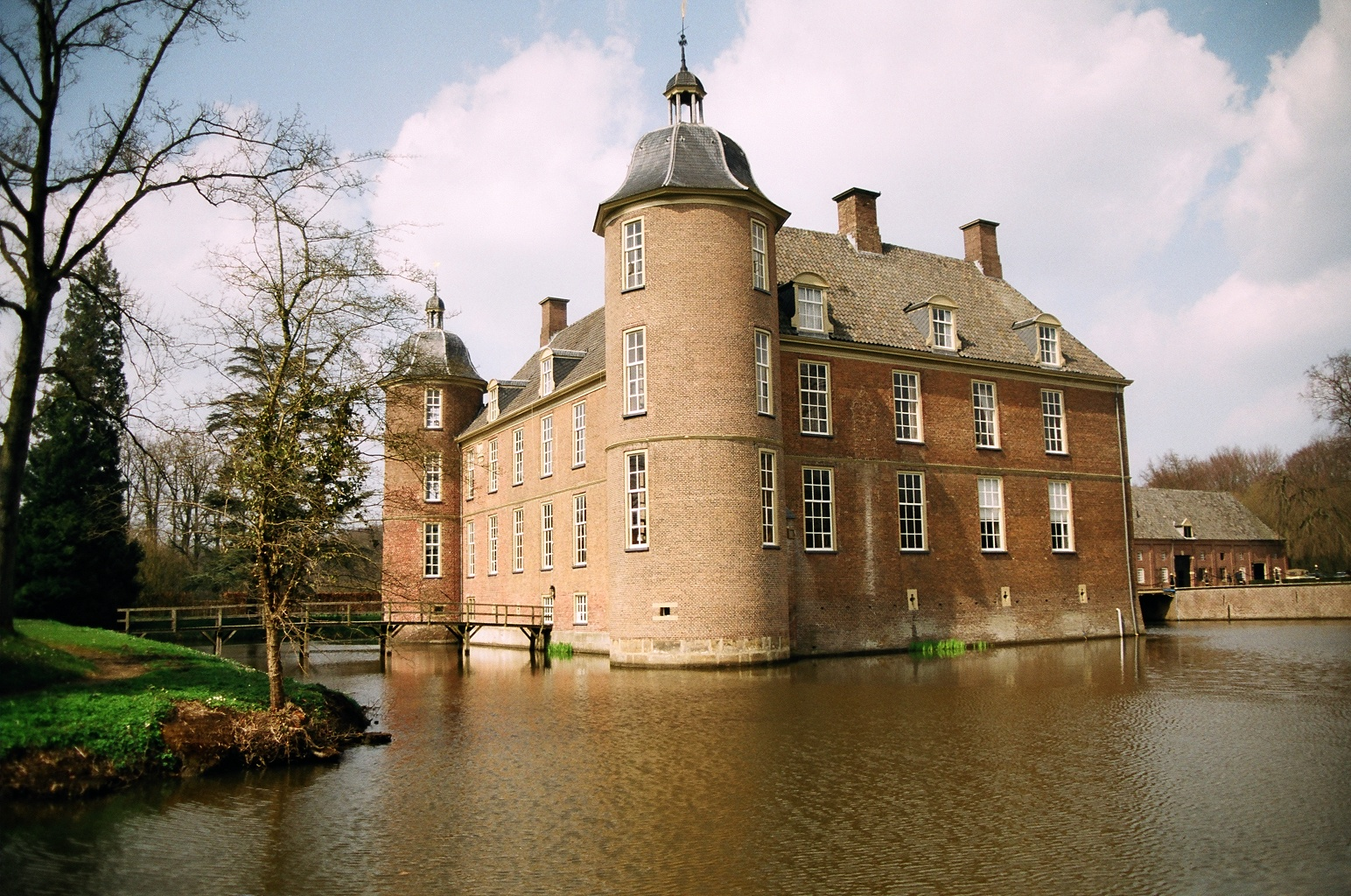
Kasteel Slangenburg, Doetinchem
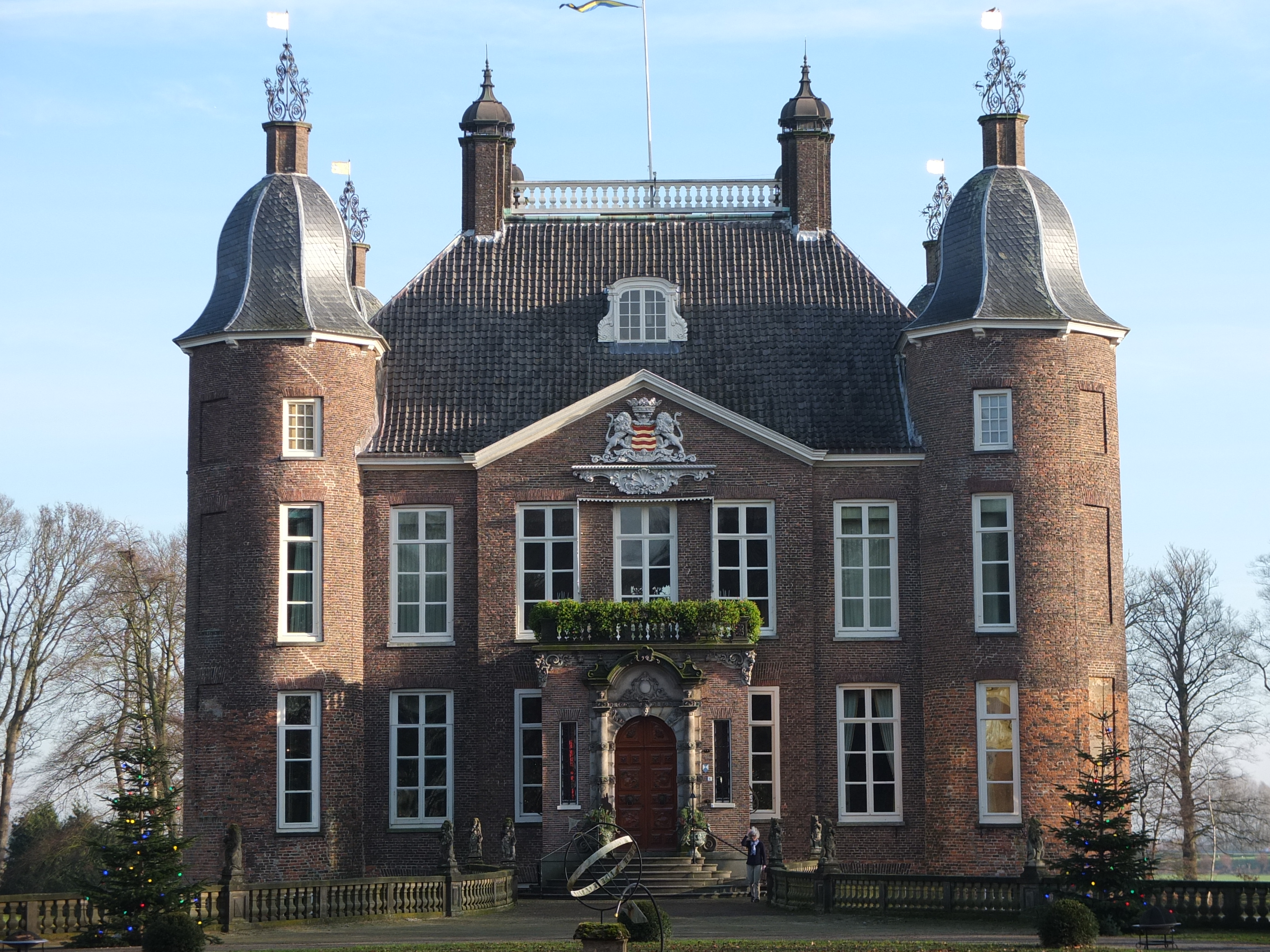
Kasteel Biljoen, Velp
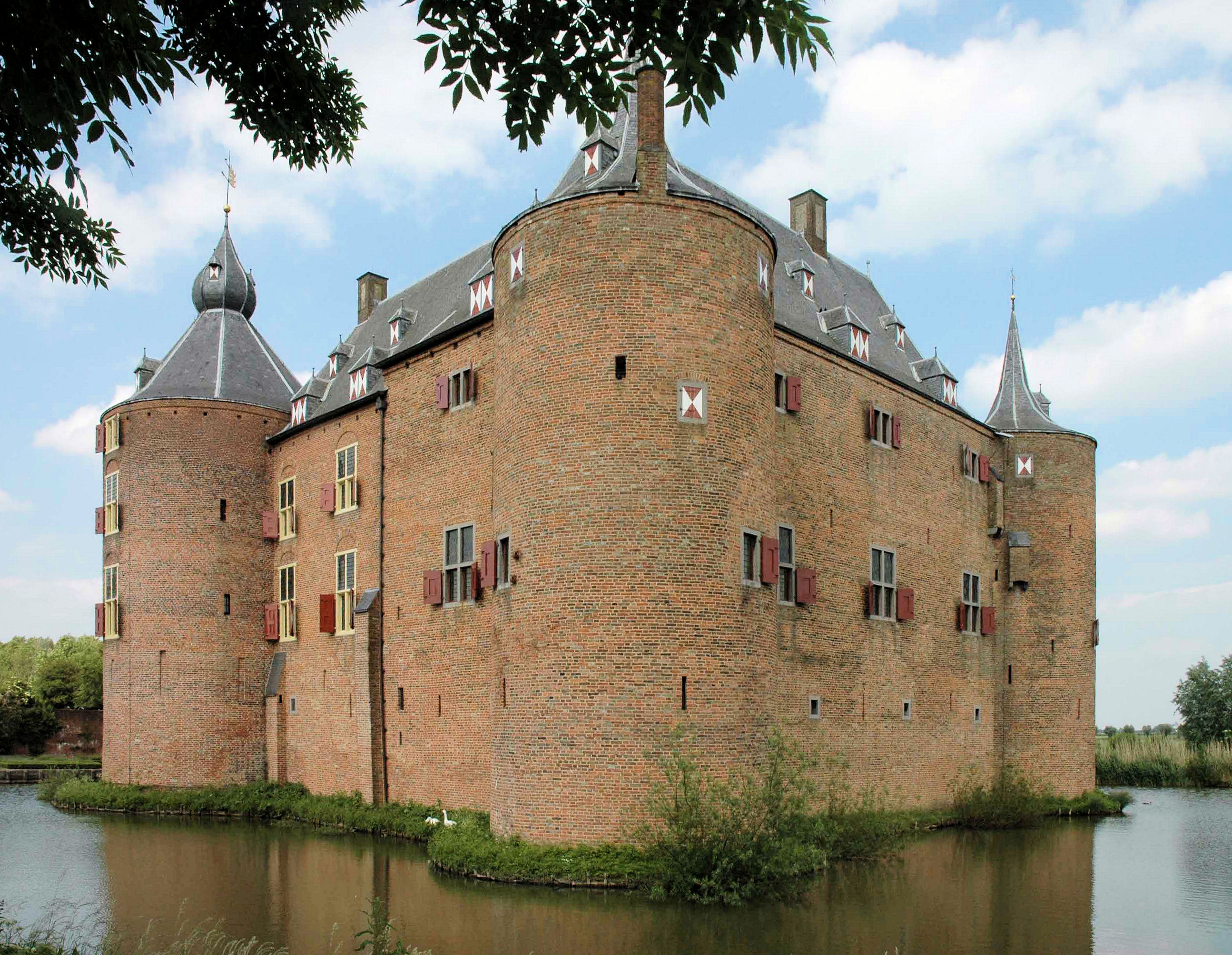
Kasteel Ammersoyen, Ammerzoden
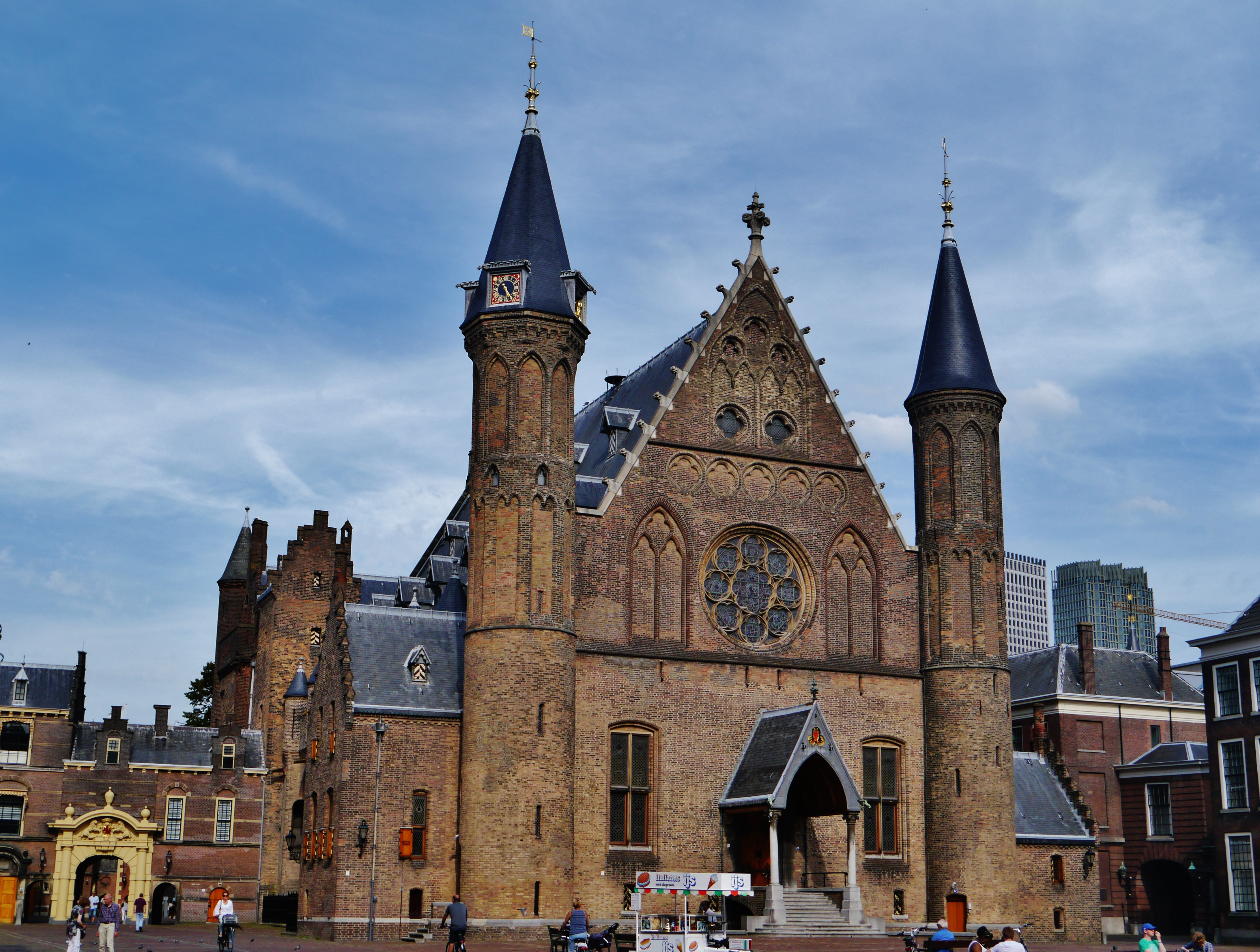
Ridderzaal, Den Haag